# Hans Eugster
Hans Eugster (Suiza, 27 de marzo de 1929-12 de noviembre de 1956) fue un gimnasta artístico suizo, especialista en el ejercicio de barras paralelas, gracias al cual consiguió ser campeón olímpico en Helsinki 1952.

## Carrera deportiva
En los JJ. OO. celebrados en Helsinki en 1952 consiguió el oro en paralelas —por delante des soviético Viktor Chukarin y de su compatriota el suizo Josef Stalder—, plata en equipo —tras la Unión Soviética y delante de Finlandia— y bronce en anillas.
Y dos años después en el Mundial de Roma 1954 gana dos medallas de bronce: en equipo —tras la Unión Soviética y Japón— y en paralelas.